# Eduard Izotow
Eduard Konstantinowicz Izotow (ros. Эдуа́рд Константи́нович Изо́тов; ur. 11 listopada 1936, zm. 8 marca 2003 w Moskwie) –  radziecki i rosyjski aktor filmowy. Zasłużony Artysta Federacji Rosyjskiej (1999).

## Wybrana filmografia
- 1959: W ciszy stepowej jako Czalikow
- 1964: Dziadek Mróz jako Iwan
- 1968: Ogień, woda i miedziane trąby jako harmonista
- 1969: Wyzwolenie jako Aleksiej Bieriest
- 1977: Mimino